# مهكوية سفلي (مقاطعة فيروزآباد)
مهكوية سفلي (بالفارسية: مهکویه سفلی) هي قرية تقع في قسم خواجه‌اي الريفي في إيران. يقدر عدد سكانها بـ 135 نسمة بحسب إحصاء 2016.